# Seaway
Seaway je slovensko razvojno podjetje na področju navtike s sedežem v Zapužah na Gorenjskem. Podjetje sta ustanovila leta 1989 Jernej in Japec Jakopin. Začetki njune tesnejše povezave z navtiko pa segajo že v leto 1983, ko sta ustanovila studio J&J design. Podjetje zaposluje danes približno 150 delavcev in je danes svetovno podjetje, ki nastopa na vseh večjih navtičnih sejmih.
V podjetju oblikujejo zasnove, načrte in orodja za serijske izdelovalce jadrnic in motornih jaht. Po njihovih načrtih in pod njihovimi orodji nastalo več kot 150 projektov, po katerih so ladjedelnice v šestnajstih državah izdelale več kot 30 tisoč jadrnic in motornih bark. Na področju serijskih jadrnic zavzemata Seaway in J&J design v zadnjih nekaj letih vodilno mesto na svetu.
Podjetje tudi samo izdeluje jadrnice Shipman in motorne jahte Skagen. Njihovi projekti so prejeli 26 Boat of the Year awards v Angliji, Evropski uniji, Franciji, Nemčiji in ZDA.
V podjetju je 11. aprila, 2007 izbruhnil velik požar, ki je popolnoma uničil Seaweyevo proizvodno halo.

## Jadrnice
Seaway je kupil skandinavski blagovni znamki Shipman in Skagen, ju ponovno uveljavil in z njima uspešno nastopil na svetovnih trgih z lastnimi izdelki.
- Shipman 50 je potovalna jadrnica, zgrajena iz karbonskih vlaken in epoksidne smole in je prvi primer serijske barke iz karbonskih vlaken na svetu. Dolga je 15 metrov. V okviru največje svetovne navtične razstave Boot 2004 v Düsseldorfu so slovensko jadrnico shipman 50 razglasili za evropsko jadrnico leta 2003. Zmagala je tudi v kategoriji najbolj inovativnih plovil.
- Shipman 63 je zgrajena iz ogljikovih vlaken in v veliki meri temelji na manjši in izjemno uspešni predhodnici Shipman 50. Dolga je skoraj 20 metrov. Pomembne novosti nove jadrnice so dvižna kobilica, ki omogoča enostavno sidranje in pristajanje ter varnejšo plovbo po plitvejših območjih, hkrati pa kljub vsemu zagotavlja izvrstne jadralne lastnosti, skladišče v krmi za pomožni čolniček in posebna kabina za profesionalno posadko v kljunu.
- Skagen 50 je motorna jahta, ki ga je podjetje Seaway razvil razvilo in izdelalo v slabih dveh letih. To je motorna jahta visokega razreda dolžine 50 čevljev .